# گونیک (نیوهمپشایر)
گونیک (به انگلیسی: Gonic) یک منطقهٔ مسکونی در ایالات متحده آمریکا است که در شهرستان استرافورد، نیوهمپشایر واقع شده‌است. گونیک ۵۷٫۹۱ متر بالاتر از سطح دریا واقع شده‌است.